# 루이즈 페니
루이즈 페니 CM OQ (Louise Penny, 1958년 ~ )는 캐나다의 소설가이다.
라이어슨 대학교에서 응용 예술을 전공했고 CBC 라디오 방송국에서 18년 동안 일했다. 방송국을 그만둔 후 집필에 전념해 2005년 《스틸 라이프》로 데뷔했으며 이 데뷔작으로 영국 추리작가협회 신인상, 캐나다 추리작가협회 신인상, 앤서니상, 배리상 등을 휩쓸었다. 페니가 남편 마이클에게서 영감을 얻어 창조해 낸 '아르망 가마슈 경감 시리즈'는 《스틸 라이프》부터 시작해 현재까지 총 17권이 나왔으며 23개 언어로 출간되어 세계적인 성공을 거두었다. 페니는 2013년 캐나다에서 민간인이 받을 수 있는 최고위 훈장인 캐나다 훈장을 받기도 했다. 현재는 퀘벡 남부의 작은 마을에 거주하며 작품 활동을 이어 가고 있다.

## 저서

### 소설
- Still Life (2005) 《스틸 라이프》, 박웅희 옮김(피니스 아프리카에, 2014)
- A Fatal Grace (2007) 《치명적인 은총》, 이동윤 옮김(피니스 아프리카에, 2012)
- The Cruelest Month (2008) 《가장 잔인한 달》, 신예용 옮김(피니스 아프리카에, 2014)
- The Murder Stone (2009) 《살인하는 돌》, 홍지로 옮김(피니스 아프리카에, 2016)
- The Brutal Telling (2009) 《냉혹한 이야기》, 김보은 옮김(피니스 아프리카에, 2014)
- Bury Your Dead (2010) 《네 시체를 묻어라》, 김연우 옮김(피니스 아프리카에, 2014)
- A Trick of the Light' (2011) 《빛의 눈속임》, 유혜영 옮김(피니스 아프리카에, 2018)
- The Hangman (2011)
- The Beautiful Mystery (2012) 《아름다운 수수께끼》, 김예진 옮김(피니스 아프리카에, 2020)
- How the Light Gets In (2013) 《빛이 드는 법》, 안현주 옮김(피니스 아프리카에, 2021)
- The Long Way Home (2014) 《집으로 가는 먼 길》, 안현주 옮김(피니스 아프리카에, 2023)
- The Nature of the Beast (2015)
- A Great Reckoning (2016)
- Glass Houses (2017)
- Kingdom of the Blind (2018)
- A Better Man (2019)
- All the Devils Are Here (2020)
- The Madness of Crowds (2021)
- State of Terror (2021), 힐러리 로댐 클린턴과 공저, 《스테이트 오브 테러》, 김승욱 옮김(열린책들, 2022)